# Bupalus nana
Bupalus nana är en fjärilsart som beskrevs av Dzuirz 1912. Bupalus nana ingår i släktet Bupalus och familjen mätare. Inga underarter finns listade i Catalogue of Life.